# Durlinggraben
Der Durlinggraben ist ein etwa einen Kilometer langer rechter Zufluss des Bruckbachs bei Westheim im mittelfränkischen Landkreis Weißenburg-Gunzenhausen.

## Geographie

### Verlauf
Der Durlinggraben entspringt auf einer Höhe von 463 m ü. NHN nordöstlich von Westheim und südwestlich von Ostheim, am nördlichen Rand des Lachwaldes. Der Bach fließt in eine südöstliche Richtung, größtenteils am Waldrand entlang, nur am Mündungsgebiet durchfließt er eine Offenlandschaft. Nach etwa der Hälfte des Laufs mündet von Ostheim her der bis dahin deutlich längere, neben Feldwegen einherziehende Gänswiesgraben in den Bach. Der Durlinggraben mündet nordöstlich von Westheim nach einem Lauf von etwa 1,0 km auf einer Höhe von 450 m ü. NHN gleich nach Unterqueren der Bundesstraße 466 von rechts bzw. von Nordwesten in den Bruckbach. Unweit münden auch der Arnbach, der Holzwiesengraben und der Klettengraben in den Bruckbach.

### Einzugsgebiet
Der Durlinggraben entwässert etwa 1,5 km² im Vorland der Südlichen Frankenalb ungefähr ostsüdöstlich zum Wörnitz-Zufluss Bruckbach. Sein Einzugsgebiet grenzt mit der nordwestlichen Wasserscheide, die über den höchsten Punkt des Einzugsgebietes auf dem Turtelberg (508 m ü. NHN) läuft, an das des bedeutenderen Wörnitzzuflusses Grundbach. Jenseits der nordöstlichen Wasserscheide verläuft der rechte Oberlauf des Bruckbachs, jenseits der östlichen fließt der Bruckbach selbst. Die südwestliche, dem Durlinggraben nahe Wasserscheide wird vom Lachwald bedeckt und trennt das Einzugsgebiet vom weiter flussabwärts gelegenen Holzwiesengraben.
Der Durlinggraben läuft durchweg im Schwarzjura, während der als künstliche Feldwegentwässerung beginnende Gänswiesgraben anfangs ein Stück weit Braunjura entwässert. Auf der Kuppe des Turtelberges liegen vom Ries-Impakt ausgeworfene Bunte Trümmermassen. Ausgenommen nur kleine Randanteile der Stadt Wassertrüdingen im Landkreis Ansbach ganz im Westen gehört das Einzugsgebiet ganz zur Gemeinde Westheim.